# Ніка-Центр
«Ніка-Центр» — українське видавництво, засноване у 1992 році. Спаціалізується на виданні книг у сфері історії, філософії, психології, соціології, релігієзнавства та інших гуманітарних наук.

## Історія
Видавництво було засноване у 1992 році. У 2014 році Ніка-Центр» почала видавати книги спільно з видавнивцтвом «Кальварія» та «Видавництвом Анетти Антоненко».